# Білоруський партизан
«Білоруський партизан» — незалежний суспільно-політичний новинний сайт російською і білоруською мовами, що є одним з популярних суспільно-політичних інтернет-проєктів в Білорусі. Заснований в листопаді 2005 року з ініціативи Павла Шеремета, мінських журналістів і їхніх колег, які виїхали з Білорусі в інші країни.
Велися 8 рубрик: «Блоги», «Думки», «Життя», «Інтерв'ю», «мультимедіа», «Політика», «Радості життя», «Спорт» і «Економіка». З 2016 р білоруськомовну версію сайту, яку вів історик Ігор Мельников, стала відвідувати більше людей, ніж російськомовну. У грудні 2017 року Міністерство інформації Республіки Білорусь заблокував «Білоруський партизан» за публікацію «забороненої інформації». В результаті портал «Білоруський партизан» відновив роботу, змінивши домен * .org на * .by.
13 вересня 2021 року доступ до сайту в Білорусі був заблокований: Міністерство інформації покарало редакцію за посилання на «Белсат».
У листопаді 2021 року сайт, телеграм-канал та соціальні мережі «Білоруського партизана» були включені до білоруського списку екстремістських матеріалів. Після цього редакція видалила свій телеграм-канал, пояснивши це бажанням не підставляти читачів, а сайт «Білоруського партизана» перестав оновлюватися.